# Анна Болейн (опера)
Анна Болейн (итал. Anna Bolena) — опера в трёх актах итальянского композитора Гаэтано Доницетти. Итальянское либретто Феличе Романи на основе пьес Ипполито Пиндемонте «Генрих VIII, или Анна Болейн» и Алессандро Пеполи «Анна Болейн». В основе обеих пьес была реальная биография второй жены английского короля Генриха VIII Анны Болейн. Премьера оперы состоялась 26 декабря 1830 года в Милане в театре Каркано.
Опера «Анна Болейн» относится к циклу опер Доницетти из истории Англии XVI века. Сюда входят также «Замок Кенилворт» (1829), «Мария Стюарт» (1835) и «Роберто Деверё» (1837).

## Действующие лица
| Анна Болейн                        | сопрано       |
| Генрих VIII, король Англии         | бас           |
| Джейн Сеймур, придворная дама Анны | меццо-сопрано |
| Лорд Рошфор, брат Анны             | бас           |
| Лорд Перси                         | тенор         |
| Сметон, музыкант                   | контральто    |
| Харви, судья                       | тенор         |
| Судьи, солдаты, охотники           |               |

## Либретто

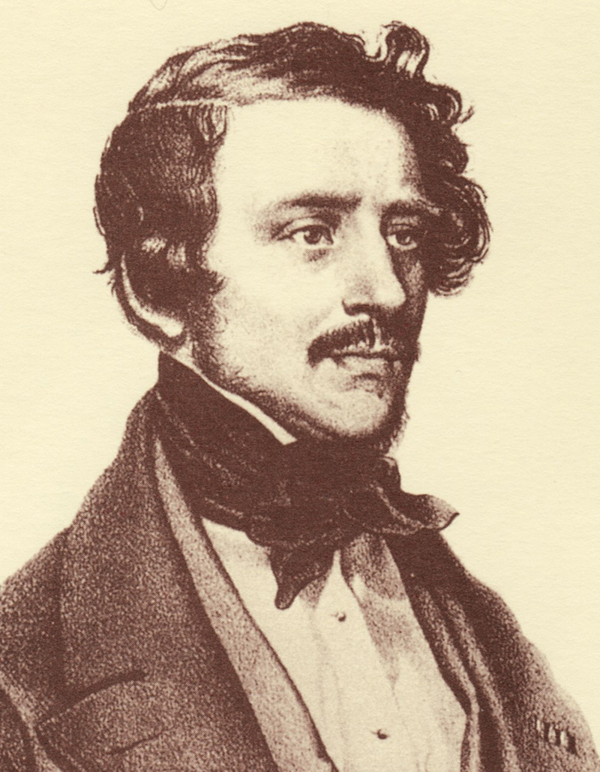
Гаэтано Доницетти

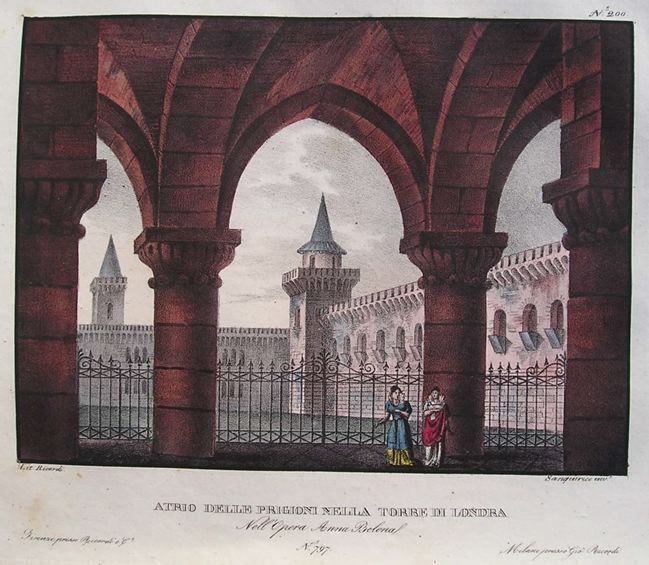
Декорации Алессандро Санкуирико для премьеры 1830 года

### Акт первый. Сцена первая. Зал в Виндзорском замке
Придворная дама королевы Джейн Сеймур влюблена в короля Генриха, он отвечает ей взаимностью. Но Джейн неспокойна. Её совесть смущена. Она также предана и королеве и не желает ей зла. Входит Анна. Она чувствует, что вокруг неё сгущаются тучи. Муж разлюбил и хочет избавиться от неё. Джейн пытается утешить королеву. Паж и музыкант Сметон, чтобы развлечь Анну, поёт романс. Но всё бесполезно. Анна уходит в слезах.
Джейн остаётся одна. Входит король Генрих. Он охвачен страстью к ней и хочет любыми способами избавиться от надоевшей жены. Однако, несмотря на любовь к Генриху, Джейн отказывается предать Анну.

### Акт первый. Сцена вторая. Парк Виндзорского замка
Брат Анны Рошфор приводит в замок лорда Перси. Он приехал в Лондон после долгого отсутствия. Когда-то он был женихом юной Анны. Но она отвергла его ради короля. Теперь Перси надеется увидеть свою первую любовь. Входят король, королева и свита, вернувшиеся с охоты. Увидев Анну, Перси не выдерживает и, не дожидаясь официального представления, обращается к ней по имени. Рошфор пытается исправить положение, объяснив, что Перси старый друг их семьи и знал королеву с детства. Король отзывает в сторону офицера Харви. Тот должен проследить за Перси. Возможно эта встреча даст королю желанный повод для того, чтобы избавиться от надоевшей жены. В это время Анна вспоминает прошлое, и чувства к её бывшему жениху возрождаются.

### Акт первый. Сцена третья. Комната в покоях королевы
Сметон один. Он влюблён в королеву, но не смеет даже подумать, чтобы открыть свои чувства. Входят Анна и Рошфор. Брат просит Анну принять Перси. Анна опасается ревности мужа, но не может устоять и соглашается. Перси признается Анне в том, что его чувства к ней возродились с новой силой. Анна тоже почувствовала симпатию к Перси, но она отказывает ему в свиданиях, она будет верна королю. Перси настаивает и, вынув шпагу, хочет вонзить себе в грудь. Врывается Сметон. Он обвиняет Перси в нападении на королеву и выхватывает шпагу. Перси защищается. Рошфор пытается их разнять. В это время входят король, Джейн, Харви и свита. Увидев обнажённые мечи, король обвиняет их в заговоре с целью напасть на него. Перси и Сметон отрицают. Король находит у Сметона портрет королевы. Нападение на честь короля — та же измена, заявляет король. Судьба Анны решена.

### Акт второй. Сцена первая. Комната в покоях королевы
Анна под стражей ждёт решения короля. Харви объявляет, что Анна будет отправлена в Тауэр. Входит Джейн. Она умоляет королеву спасти себе жизнь путём признания вины. Анна отказывается. Она прощает Джейн и желает ей не повторить её судьбы, предостерегая от короля.

### Акт второй. Сцена вторая. Аванзал перед судом пэров
Появляется Харви. Он сообщает, что Сметон, думая, что тем самым спасает Анну от смерти, признал себя виновным в любви к ней. Входит Генрих. Он приказывает привести Анну и Перси. Генрих сообщает им, что согласно решению суда пэров Анна признана виновной в измене со Сметоном, а Перси и Рошфор признаны сообщниками. Перси вновь признаётся в любви Анне, и заявляет, что он настоящий её муж, потому что их брак заключён на небесах.

### Акт третий. Сцена первая. Кабинет короля
Входит Джейн. Она пытается смягчить короля, но тщетно. Изменники будут казнены. Харви сообщает, что всё готово к казни.

### Акт третий. Сцена вторая. Внутренний двор Тауэра
Перси и Рошфор под стражей ожидают решения своей участи. Харви объявляет, что они прощены, а Анна будет казнена. Перси и Рошфор отказываются от помилования и заявляют, что разделят судьбу Анны.

### Акт третий. Сцена третья. Камера в Тауэре
Анну охватило безумие. Она вспоминает детские невинные годы, первую любовь к Перси, свои честолюбивые мечты, свадьбу с королём и первые годы счастливой супружеской жизни. Анна не узнаёт пришедших проститься Перси, Рошфора и Сметона. Стража уводит осуждённых. Они будут казнены. Народ в это время приветствует короля и его новую супругу Джейн Сеймур.